# 博多
在日本歷史上，博多（日语：／ Hakata）是一個重要的港埠都市，七八世紀時即是與亞洲大陸往來的門戶，曾設鴻臚館接待外國使節、商人。但江戶時代，福岡城建城並形成城下町「福岡」後，兩者逐漸發展為相鄰的都市，明治22年4月（1889年）實施市制前，亦曾為了市名引起相當多爭論，但後來仍以福岡為市名，即今之福岡市。
現在的博多，常作為福岡市的代稱，或是專指福岡市於1972年升格政令指定都市設置的博多區，此外，也有許多地名仍沿用博多二字，像是JR及福岡市地下鐵的博多車站，以及博多灣、博多港等。日本三大拉麵中，源自福岡市的博多拉麵也沿用了博多這個舊名。